# Uromastyx alfredschmidti
Espèce
Statut de conservation UICN

 NT  : Quasi menacé
Statut CITES
Uromastyx alfredschmidti est une espèce de sauriens de la famille des Agamidae.

## Répartition
Cette espèce se rencontre dans le Hoggar en Algérie et dans le Tadrart Acacus en Libye.

## Étymologie
Cette espèce est nommée en l'honneur d'Alfred Schmidt.

## Publication originale
- Wilms & Böhme, 2001 : Revision der Uromastyx acanthinura - Artengruppe, mit Beschreibung einer neuen Art aus der Zentralsahara (Reptilia: Sauria: Agamidae). Zoologische Abhandlungen Staatliches Museum für Tierkunde, Dresden, vol. 51, n. 8, p. 73-104.